# Telpaneca
Telpaneca là một khu tự quản thuộc tỉnh Madriz, Nicaragua. Khu tự quản Telpaneca có diện tích 353 ki lô mét vuông. Đến thời điểm năm 2005, huyện Telpaneca có dân số 19025 người.